# D'Ante Smith
D'Ante Bryce Smith (Augusta, Georgia, 9 de junio de 1998) más conocido como D'Ante Smith, es un jugador profesional estadounidense de fútbol americano que se desempeña en la posición de offensive tackle en Cincinnati Bengals, equipo de la National Football League (NFL).

## Carrera
Fue seleccionado en la cuarta ronda en la Reunión Anual de Selección de Jugadores de la NFL de 2021. Hizo su debut profesional con el equipo Cincinnati Bengals, donde lleva jugando tres temporadas.